# Grega
Grega ist ein männlicher Vorname, der auch als Familienname vorkommt. Er ist die slowenische Form von Gregor.

## Namensträger
Vorname
- Grega Benedik (* 1962), slowenischer Skirennläufer
- Grega Bole (* 1985), slowenischer Radrennfahrer
- Grega Lang (* 1981), slowenischer Skispringer
- Grega Repovž, slowenischer Journalist, Chefredakteur der Zeitschrift Mladina
- Grega Žemlja (* 1986), slowenischer Tennisspieler

Familienname
- Andrej Grega (Pädagoge) (1920–1997), slowakischer Pädagoge und Physiker
- Andrej Grega (Politiker) (* 1950), tschechischer Politiker und Parlamentsabgeordneter